# Irakli Nibladze
Irakli Ilias dze Nibladze (ros. Ираклий Ильич Нибладзе, ur. 1906 we wsi Gurdżaani w guberni tyfliskiej, zm. w lutym 1984 w Tbilisi) – funkcjonariusz radzieckich służb specjalnych, generał major.

## Życiorys
Urodzony w rodzinie gruzińskiego chłopa, w 1926 skończył szkołę średnią, pracował jako księgowy, od marca 1932 funkcjonariusz GPU w Sighnaghi, od sierpnia do listopada 1933 na kursach operacyjnych Pełnomocnego Przedstawicielstwa OGPU Zakaukaskiej FSRR w Tbilisi, po czym został rejonowym pełnomocnikiem GPU w Sighnaghi. Od kwietnia 1934 do stycznia 1935 pełnomocnik rejonowego oddziału GPU/NKWD w Wani, od stycznia 1935 do marca 1936 pełnomocnik operacyjny rejonowego oddziału NKWD w Sagaredżo, od 13 stycznia 1936 sierżant bezpieczeństwa państwowego, od kwietnia 1936 do kwietnia 1937 pełnomocnik operacyjny rejonowego oddziału NKWD w Gori, od kwietnia do września 1937 na kursach w Centralnej Szkole NKWD ZSRR. Od września 1937 do kwietnia 1939 szef rejonowego oddziału NKWD w Aspindzy, od kwietnia 1939 do 12 lipca 1940 zastępca szefa Wydziału 3 Zarządu Bezpieczeństwa Państwowego (UGB) NKWD Gruzińskiej SRR, od 19 lipca 1939 młodszy porucznik, od 14 września 1939 starszy porucznik bezpieczeństwa państwowego, od 19 czerwca 1940 kapitan bezpieczeństwa państwowego. Od 12 lipca 1940 do marca 1941 szef Wydziału 2 UGB NKWD Gruzińskiej SRR, od marca do sierpnia 1941 szef Wydziału Tajno-Politycznego NKGB Gruzińskiej SRR, od sierpnia 1941 do września 1942 szef Wydziału Tajno-Politycznego NKWD Gruzińskiej SRR, 5 maja 1942 awansowany na majora bezpieczeństwa państwowego, od września 1942 do maja 1943 zastępca ludowego komisarza spraw wewnętrznych Gruzińskiej SRR, 14 lutego 1943 awansowany na pułkownika bezpieczeństwa państwowego, od 28 marca 1943 do 14 czerwca 1944 zastępca ludowego komisarza bezpieczeństwa państwowego Gruzińskiej SRR, od 14 czerwca 1944 do 20 grudnia 1945 zastępca ludowego komisarza bezpieczeństwa państwowego Gruzińskiej SRR ds. kadr, 19 sierpnia 1944 mianowany komisarzem bezpieczeństwa państwowego, a 9 lipca 1945 generałem majorem. Od 20 grudnia 1945 do 1946 I zastępca ludowego komisarza bezpieczeństwa państwowego Gruzińskiej SRR, od 1946 do 4 grudnia 1951 zastępca ministra bezpieczeństwa państwowego Gruzińskiej SRR ds. zagadnień ogólnych, od 3 grudnia 1951 do 5 stycznia 1953 zastępca ministra spraw wewnętrznych Gruzińskiej SRR, od sierpnia 1952 do 30 maja 1953 szef Zarządu MGB/MWD obwodu tbiliskiego, od 30 maja 1953 do kwietnia 1954 szef Wydziału 4 MWD Gruzińskiej SRR, od 25 marca do czerwca 1954 zastępca przewodniczącego KGB Gruzińskiej SRR, od czerwca 1954 do września 1955 szef Wydziału 5 KGB Gruzińskiej SRR. Później pracował na kierowniczych stanowiskach różnych trustów i zakładów w Tbilisi, od kwietnia 1978 na emeryturze.

## Odznaczenia
- Order Wojny Ojczyźnianej I klasy (dwukrotnie - 3 grudnia 1944 i 24 sierpnia 1949)
- Order Wojny Ojczyźnianej II klasy (24 lutego 1946)
- Order Czerwonej Gwiazdy (dwukrotnie - 20 września 1943 i 21 maja 1947)
- Odznaka "Zasłużony Funkcjonariusz NKWD" (27 kwietnia 1940)

I 6 medali.